# Plaque adriatique
Pour les articles homonymes, voir Adriatique (homonymie).
 (mars 2021).
Si vous disposez d'ouvrages ou d'articles de référence ou si vous connaissez des sites web de qualité traitant du thème abordé ici, merci de compléter l'article en donnant les références utiles à sa vérifiabilité et en les liant à la section « Notes et références ».
La plaque adriatique, plaque apulienne ou plaque italo-adriatique est une micro-plaque tectonique de la lithosphère de la planète Terre. Elle est généralement associée à la plaque eurasiatique.
Elle couvre l'est et le nord de l'Italie, l'est et le sud des Alpes, la mer Adriatique et le nord de la mer Ionienne.
La plaque adriatique est en contact avec les plaques eurasiatique, africaine et de la mer Égée.
Ses frontières avec les autres plaques sont formées de subduction (nord de la mer Ionienne) et de zones de collision continentale et de failles (Apennins, Alpes, Alpes dinariques).
Les calculs géodésiques, validés par des observations géologiques et géophysiques, ont montré le déplacement indépendant de la plaque adriatique par rapport à la plaque eurasiatique. Elle se dirige vers le nord-nord-est avec une légère rotation dans le sens inverse des aiguilles d’une montre.
Géologiquement, la plaque adriatique est un ancien fragment de la plaque africaine, qui s'en est séparé au Crétacé et est entré en collision avec la plaque eurasienne, en formant les Alpes et le volcanisme des îles Éoliennes et des Apennins. Ce sont les roches sédimentaires formées durant le Mésozoïque qui constituent les massifs calcaires du Sud des Alpes (Dolomites, etc.).

## Sources
- (en) Peter Bird, An updated digital model of plate boundaries, vol. 4, Geochemistry Geophysics Geosystems, 14 mars 2003 (DOI 10.1029/2001GC000252, Bibcode 2003GGG.....4.1027B, lire en ligne)